# Hylaeamys seuanezi
O Hylaeamys seuanezi é uma espécie de roedor endêmica do Brasil, da família Cricetidae.

## Taxonomia
Sua validade taxonômica foi discutida durante algum tempo, porém, em 2013 se identificou que existia uma diferença entre populações dos roedores da margem sul do Rio São Francisco, o que acabou por encerrar a discussão se H. seuanezi era ou não uma espécie plena.

## Área de Ocorrência
Ocorre nos estados da Bahia, Espírito Santo, Minas Gerais e Rio de Janeiro.